# Фація (геологія)
Фація (геологія) — геологічний термін введений у 1838 році швейцарським геологом А. Греслі (1814—1865 рр.) для розуміння фізико-географічних умов, які впливають на особливості гірських порід.

## Загальна характеристика. Різновиди фацій
У геології розрізняють такі основні фації:
- фації геологічні осадові,
- фації магматичних порід,
- фації метаморфічні,
- фації вулканогенні.

Вивчає фації спеціальний розділ геології. Вчення про Ф. вважається вступом до палеографії; крім того воно дозволяє встановити закономірності розподілу корисних копалин приурочених до осадових гірських порід. Інколи виділяють фації за якоюсь однією ознакою, напр., топофації, літофації, тектонофації, сейсмофації, біофації, а також фації залізорудні, вапняково-доломітові, фації нейтральні, кислі, лужні тощо підкреслюючи цим якусь одну сторону осадонакопичення.
Фації геологічні осадові — комплекс осадових гірських порід, частина шару або пласта з певними літологічними, морфологічними та ін. особливостями, що характеризують умови їхнього утворення — його динамікою, хім. режимом, органічним світом, глибиною і т. д. (напр., відклади каламутних потоків, кори вивітрювання, коралові, глибоководні тощо).
Всі сучасні і викопні Ф.г.о. поділяють на три групи: морські, лагунні і континентальні. Кожну з цих груп поділяють на низку макро- та мікрофацій.
Фації магматичних порід — магматичні тіла і магматичні гірські породи, що володіють особливостями, обумовленими умовами їх утворення, — глибинністю становлення, формою залягання і характером контактів з бічними породами.
За глибинністю утворення розрізняють Ф. м. п.: найглибинніші — абісальні, середніх глибин, малих глибин — гіпабісальні, субвулканічні і ефузивні.
Фації метаморфізму — сукупність метаморфічних гірських порід різного хім. складу, яка відповідає певним умовам утворення по відношенню основних факторів метаморфізму.
Фації вулканогенні — сукупність характерних вулканогенних порід, особливості яких зумовлені низкою факторів, з яких найважливішими є: тип вулканізму, характер фізико-географічного середовища, глибина охолодження розплаву, положення щодо центрів виверження і ін.
За фізико-географічними умовами становлення гірських порід виділяються фації: підводна, наземна, підльодовикова та ін..; в залежності від глибини застигання магматичного розплаву — поверхнева, вулканогенних, жерлова і субвулканічна; по відношенню до центру виверження — прижерлова (кратерна), віддалено-вулканокластична та ін.
За фізико-географічними умовами також виділяються морські, континентальні та лагунні фації. 
Морські фації залежно від глибини нагромадження осадів, поділяють на прибережні, мілководні, помірноглибоководні та глибоководні. 
Прибережні фації, складені велико- і середньоуламковими осадами (породами), серед яких часто присутні раковини молюсків, характерних для літоральної зони існування. Мілководні (глибина до 100 м) та помірно-глибоководні (глибше 100 м) фації  дуже різноманітні за складом і фауною. Вони представлені пісками, галечниками, глинами, а також форамініферовими, кораловими, брахіоподовими вапняками і крейдою. Хемогенні відклади включають у себе боксити, руди заліза, марганцю, фосфорити. Глибоководні й дуже глибоководні фації представлені синіми, червоними та зеленими глинами, глауконітовими пісками, вулканогенно-осадовими відкладами, червоною глибоководною глиною, вапняками, діатомітами та ін.
Лагунні фації, що формуються у відокремлених морських мілководних басейнах, представлені хемогенними породами (вапняки, доломіти, солі, гіпс), а також теригенними відкладами, що є близькими за складом до морських осадів, але з обов’язковою наявністю глауконіту, фосфориту, вугленосних порід. Серед них зустрічається фауна мшанок, ракоподібних, риб.
Континентальні фації поділяються на наземні та відклади континентальних водоймищ. До наземних належать: а) фації кори вивітрю-вання, що складаються з каолінових глин, латеритів та інших  продуктів  вивітрювання; б) еолові (піщані) фації або фації пустель, представлені пісками, що характеризуються великим розповсюдженням і малою товщиною; в) льодовикові (моренні, флювіо-гляціальні) фації, складені з несортованого уламкового матеріалу, гравію, пісків, стрічкастих глин без наявності органогенного матеріалу; г) передгірські фації, що представлені відкладами осипів та тимчасових гірських потоків (брилами, щебінкою, валунами, галечниками, пісками, глинами) і характеризуються відсутністю органічних решток. 
Фації континентальних водоймищ: а) річкові фації, приурочені до давніх захованих і сучасних річкових долин, які складаються з алювіальних та делювіальних відкладів; б) фації озер і боліт, що характе-ризуються лінзовидною формою залягання й невеликою товщею. Прісноводні фації складені пісками, гравієм, алевритами, глинами, що вміщують органічні рештки. Відклади солоних озер представлені перешаруванням кам’яної солі, сильвініту, гіпсу та інших солей за відсутності органічного матеріалу. Для боліт характерними є відклади торфу і залізних руд.